# 第49屆七大工業國組織會議

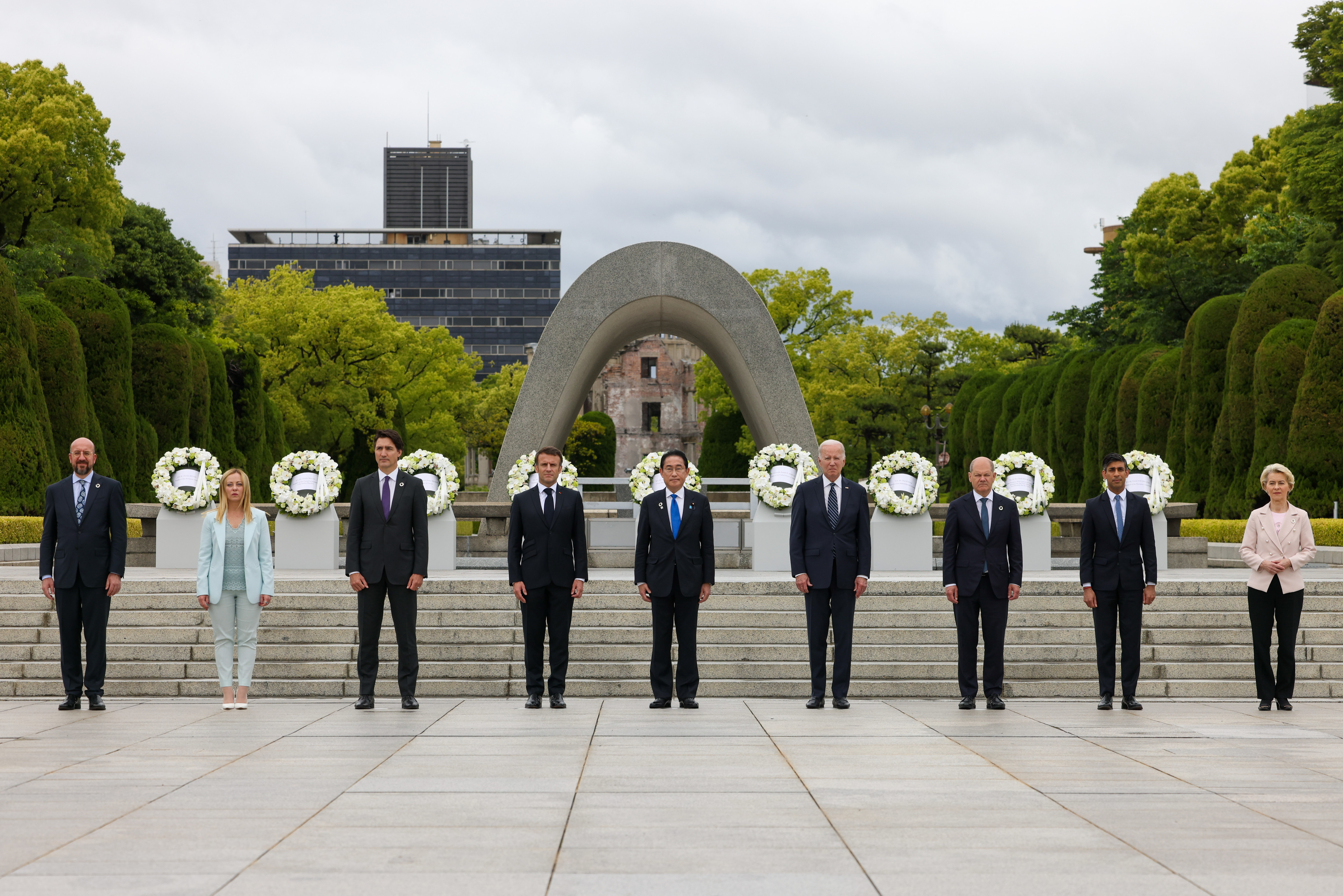

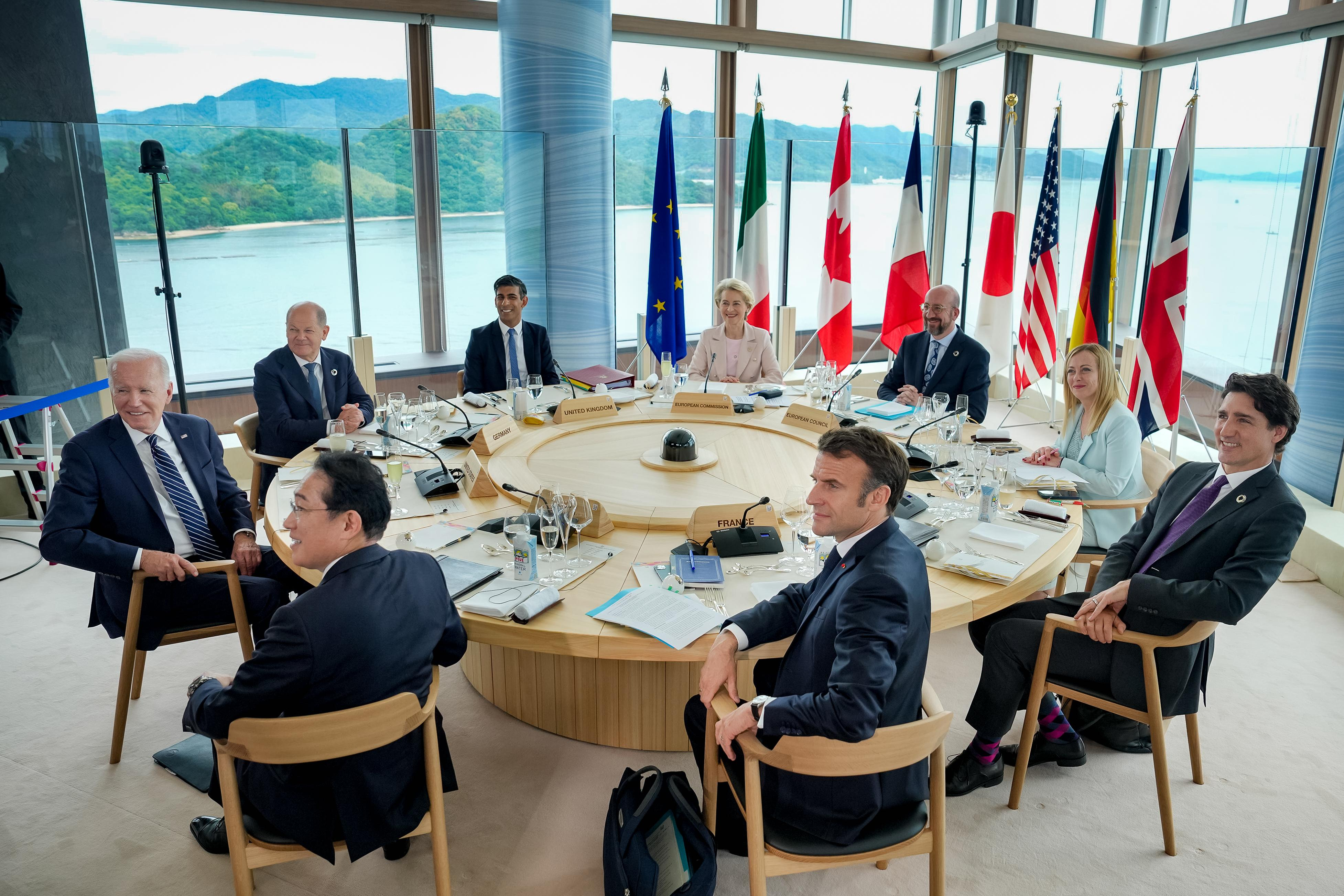

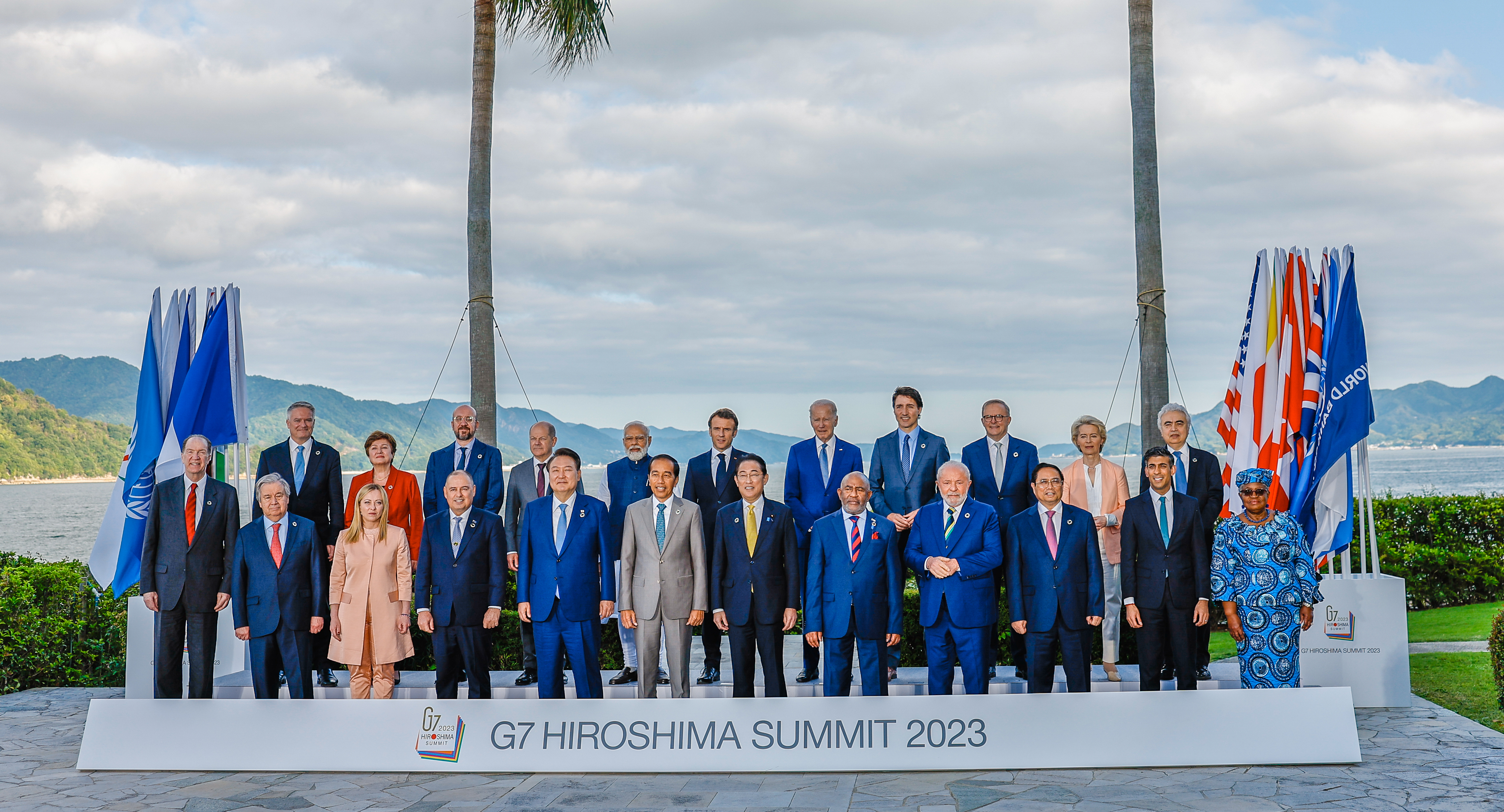

第四十九屆七大工業國組織高峰會議（英語：The 49th Summit of the Organization of Seven Major Industrialized Countries）或簡稱爲第49届G7峰会（49th G7 summit）於2023年5月19日至21日在日本廣島縣舉行，日本擔任本屆高峰會會議主席（东道主）。

## 主要與會者與受邀參與者
| 國名全稱   | 國名全稱                   | 出席者                        | 頭銜與職位         |
| ---------- | -------------------------- | ----------------------------- | ------------------ |
| 加拿大     | 加拿大                     | 賈斯汀·杜魯多                 | 聯邦總理大臣       |
| 法國       | 法蘭西共和國               | 埃马纽埃尔·马克龙             | 法国总统           |
| 德国       | 德意志聯邦共和國           | 奥拉夫·朔尔茨                 | 聯邦總理           |
| 義大利     | 意大利共和國               | 喬治亞·梅洛尼                 | 部長會議主席       |
| 日本       | 日本國（東道主）           | 岸田文雄                      | 日本內閣總理大臣   |
| 英国       | 大不列顛及北愛爾蘭聯合王國 | 里希·苏纳克                   | 英国首相           |
| 美国       | 美利堅合眾國               | 乔·拜登                       | 美国总统           |
| 欧洲联盟   | 欧洲联盟                   | 乌苏拉·冯德莱恩               | 歐盟委員會主席     |
| 欧洲联盟   | 欧洲联盟                   | 夏尔·米歇尔                   | 歐洲理事會主席     |
| 受邀參與国 |                            |                               |                    |
| 國名全稱   | 國名全稱                   | 出席者                        | 頭銜與職位         |
| 澳大利亚   | 澳洲聯邦                   | 安東尼·阿爾巴尼斯             | 聯邦總理大臣       |
| 巴西       | 巴西聯邦共和國             | 路易斯·伊納西奧·魯拉·達席爾瓦 | 巴西總統           |
| 葛摩       | 科摩罗联盟                 | 阿扎利·阿苏马尼               | 科摩罗总统         |
| 库克群岛   | 库克群岛                   | 马克·布朗                     | 库克群岛总理       |
| 印度       | 印度共和國                 | 纳伦德拉·莫迪                 | 印度总理           |
| 印度尼西亚 | 印度尼西亚共和国           | 佐科·維多多                   | 印度尼西亚总统     |
| 大韩民国   | 大韩民国                   | 尹锡悦                        | 韓國總統           |
| 乌克兰     | 烏克蘭                     | 弗拉基米尔·泽连斯基           | 烏克蘭總統         |
| 越南       | 越南社会主义共和国         | 范明正                        | 越南总理           |
|            | 國際能源署                 | 法提赫·比羅爾                 | Executive Director |
|            | 國際貨幣基金               | 克里斯塔利娜·格奧爾基耶娃     | 總裁               |
|            | 經濟合作暨發展組織         | Mathias Cormann               | Secretary-General  |
| 联合国     | 聯合國                     | 安东尼奥·古特雷斯             | 秘書長             |
|            | 世界銀行                   | David Malpass                 | President          |
|            | 世界衛生組織               | 譚德塞                        | 秘書長             |
|            | 世界貿易組織               | 恩戈齊·奧孔約-伊衞拉          | Director-General   |

## 行程

### 2023年5月19日
- 參觀廣島和平紀念公園[14]
  - 參觀「西伯利亞士兵、被拘留者和戰後遣返者紀念館」[15]
  - 原爆受難者紀念碑敬獻花圈暨植樹儀式[16]

- 第一場會議：討論非分裂對立而是重視協調的國際社會／全球經濟[17][18]

1. 維護以法治為基礎的自由開放的國際秩序，加強與七國集團以外的國家聯繫
2. 向再生能源經濟過渡，減少對特定國家的依賴並建構穩定的供應鏈。
3. 創立國際性的「廣島AI process 」框架。G7領導人呼籲規範生成式AI，並建立起國際標準。日本與G7合作，以早日建立基於部長級論壇的國際框架，實現「基於信任的資料自由流通（Data Free Flow with Trust, DFFT）」。[19]
4. 努力維護和加強自由和公平的貿易體系（包括WTO改革）

- 第二場會議：烏克蘭議題
  - 發表《有關烏克蘭的G7領袖聲明》。嚴厲譴責俄羅斯，要求俄羅斯即刻、完全且無條件的撤軍。[19][20][21]

- 第三場會議：於嚴島討論外交與安全政策[22][23]

1. 展現G7維護以法治為基礎的自由開放國際秩序的堅強意志
2. 密切合作以應對中國與朝鮮的相關問題
3. 核武裁減議題：重申G7對「無核武器世界」的承諾並發表《廣島願景》。 [24][25][26]

### 2023年5月20日
- 第四場會議：加強與合作夥伴的接觸[27][28]

1. 加強與新興國家和發展中國家（即南半球）的接觸，並謹慎應對這些國家面臨的各種處境
2. 期待將G7成果與G20合作對接
3. 同意：
  1. 強調《联合国宪章》的重要性和國際社會應與國際合作夥伴支持的「法治」
  2. 響應新興和發展中國家在貧困、能源和金融等方面的各種挑戰和需求，透過建立在發展中國家裡的價值鏈、以全球基础设施和投资伙伴关系（PGII）支援等方式填補發展的缺口。
  3. 支持印度主持2023年二十国集团新德里峰会

- 第五場會議：經濟的強韌性及經濟安全保障[29][30][31][32]

1. 達成共識：
  1. 增強供应链和關鍵基礎設施的彈性
  2. 非市場性的政策及慣行、對經濟的威脅有必要加強因應
  3. 適當管理關鍵和新興技術
2. 探討AI帶來的機遇與挑戰
3. 發表《經濟的強韌性及有關經濟安保的G7領袖聲明》以及《綠能經濟行動計畫》。

- 與他國領袖和國際組織會面

- 第六場會議：攜手應對多重危機[33]
  - 發表《有彈性的全球糧食安全廣島行動聲明》與《公平獲得醫療對策的 G7 廣島願景》 [34][35]

- 會外活動：全球基础设施和投资伙伴关系(PGII) [36]
  - G7 全球基礎設施和投資夥伴關係簡報 [37]

- 發表《「廣島願景」聯合文件》 [38]

- 第七場會議：共同努力建设一个有弹性和可持续发展的星球[39]

- 晚宴[40]

### 2023年5月21日
- 與他國領袖和國際組織參觀广岛和平纪念公园

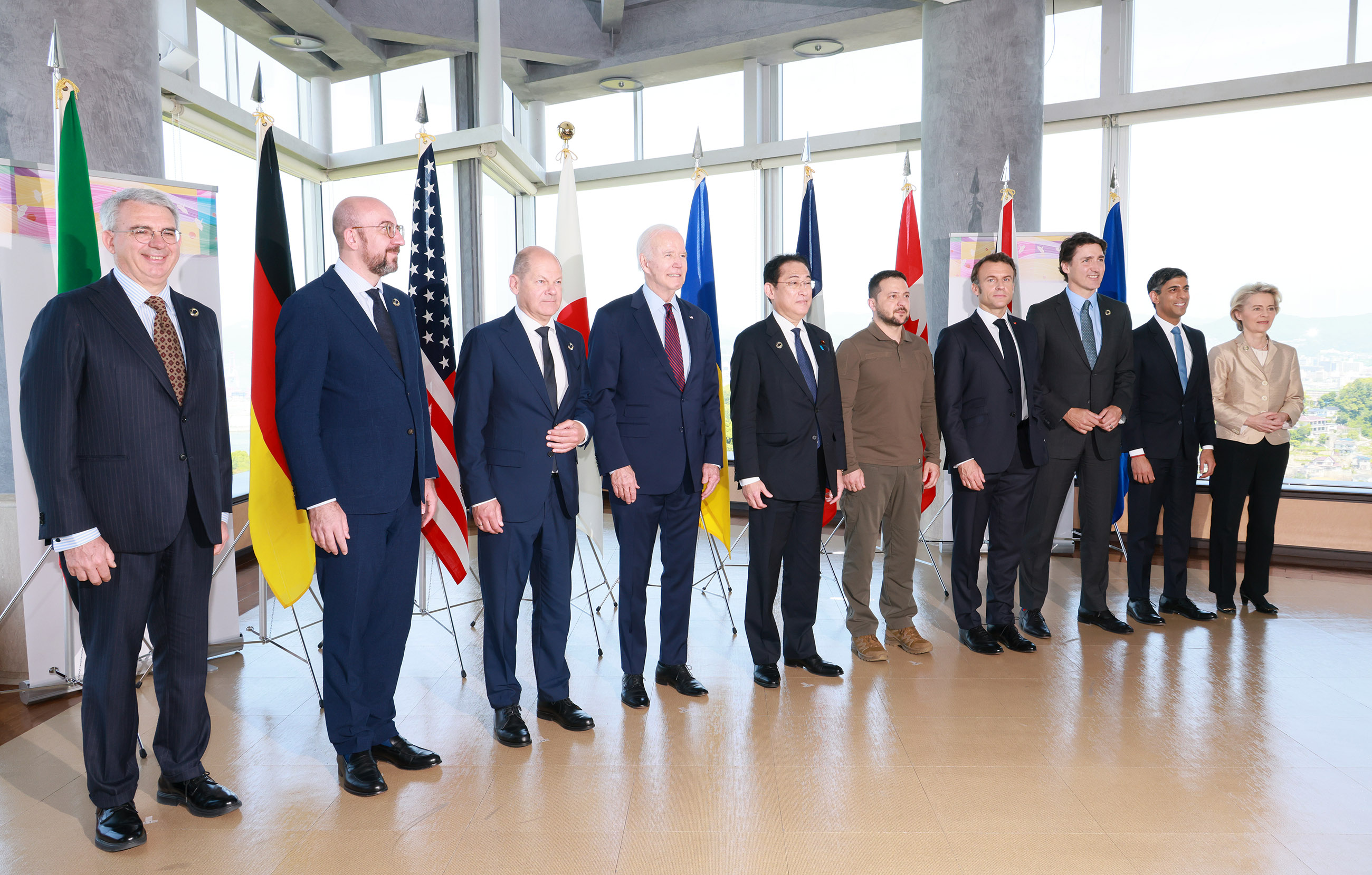
G7領袖與烏克蘭總統澤倫斯基合影

- 第八場會議：烏克蘭議題（G7領袖與烏克蘭總統共同招開） [41] [42]

- 第九場會議：邁向和平、穩定和繁榮的世界（與所有與會者共同招開） [43]

1. 岸田文雄強調，任何單邊武力改變現狀的企圖在世界任何地方都是不可接受的，並強烈呼籲必須盡快結束俄羅斯對烏克蘭的侵略，維護基於「法治」的自由開放的國際秩序。
2. 關於烏克蘭局勢：對人類苦難及其對全球經濟的負面影響（包括能源和糧食危機）表示嚴重關切
3. 分享了四個要點的認可：
  1. 所有國家都應遵守聯合國憲章，包括尊重主權和領土完整
  2. 以對話化解對抗，支持建立在尊重國際法和聯合國憲章原則基礎上的公正持久和平
  3. 需要為實現「無核武器世界」做出努力，對聯合國安理會進行改革
4. 重申繼續對話以應對和平與穩定的挑戰

- 第十場會議：閉幕、招開記者會

## 會議內容
是屆七大工業國組織於第2天討論「經濟安全保障」議題，首度發表經濟安保領袖聲明，內容指出對於「經濟脅迫」深感憂慮。七國領袖達成共識認為，包括有必要加強供應鏈及基礎建設的強韌化等，並一致認為經濟安保是在G7密切合作下應處理的戰略性課題，有關經濟安保的處理，要透過G7框架合作因應。此外，各國共享對人工智能的看法，針對資料的重要性及因應的方式進行意見交換，發布「經濟的強韌性及有關經濟安保的G7領袖聲明」。
七國集團領導人發表的聲明表示，限制將涵蓋對俄羅斯戰爭有用的工業機械、工具和技術的出口，同時將努力限制俄羅斯從金屬和鑽石貿易中獲得的收入。其重申台灣海峽和平的必要性，並敦促中國向俄羅斯施壓，要求其停止對烏克蘭的侵略。聲明指，成立經濟脅迫協調平台，成員將定期開會分享資訊，並對此類脅迫案件發出預警。七國集團旨在與中國“去風險，而不是脫鉤”。
七國領袖還發表「廣島願景」聯合文件，稱中國發展核武缺乏透明，中國對其他國家和地區展開經濟脅迫，並表達對台海和平穩定及新疆、香港人權事務的關注。中國外交部對此不滿，並表示G7是在抹黑攻擊中國、粗暴干涉中國內政，並稱國際社會不會接受G7峰會的聲明意見。中國外交部還表示美國才是真正脅迫者。中國同時向G7主办方日本提出严正交涉，外交部副部長孫衛東召見日本時任駐華大使垂秀夫互相抗議。俄羅斯外交部同樣譴責七國集團廣島峰會的內容及邀請基輔政權頭目出席，令峰會淪為西方國家的政治表演舞台，並表示在峰會中意圖鼓吹反俄與反中言論。